# Rahinge
Rahinge är en ort i Estland. Den ligger i Tähtvere kommun och landskapet Tartumaa, i den sydöstra delen av landet, 160 km sydost om huvudstaden Tallinn. Rahinge ligger 49 meter över havet och antalet invånare är 346.
Terrängen runt Rahinge är platt. Runt Rahinge är det ganska glesbefolkat, med 45 invånare per kvadratkilometer. Närmaste större samhälle är Dorpat, 6,7 km öster om Rahinge. Trakten runt Rahinge består till största delen av jordbruksmark.